# 6 Balloons
Pour plus de détails, voir Fiche technique et Distribution.
6 Balloons est un film américain réalisé par Marja-Lewis Ryan, sorti en 2018.

## Synopsis
Une jeune femme apprend que son frère a replongé dans la consommation d'héroïne.

## Fiche technique
- Titre : 6 Balloons
- Réalisation : Marja-Lewis Ryan
- Scénario : Marja-Lewis Ryan
- Musique : Heather McIntosh
- Photographie : Polly Morgan
- Montage : Brian Scofield
- Production : Reid Carolin, Ross M. Dinerstein, Samantha Housman, Peter Kiernan et Channing Tatum
- Société de production : Campfire et Free Association
- Société de distribution : Netflix
- Pays :  États-Unis
- Genre : Drame
- Durée : 74 minutes
- Dates de sortie : 6 avril 2018

## Distribution
- Abbi Jacobson : Katie
- Dave Franco (VF : Yoann Sover) : Seth
- Jane Kaczmarek (VF : Marion Game) : Gloria
- Charlotte Carel : Ella
- Madeline Carel : Ella
- Dawan Owens : Jack
- Tim Matheson : Gary
- Jen Tullock : Bianca
- Maya Erskine : Cameron
- Lindsey Haun : la voix du podcast de méditation

## Accueil
Le film a reçu un accueil plutôt favorable de la critique. Il obtient un score moyen de 66 % sur Metacritic.

### Article annexe
- Psychotrope au cinéma et à la télévision